# Paco Flores
Francisco 'Paco' Flores Lajusticia (Barcellona, 26 novembre 1952) è un ex calciatore e allenatore di calcio spagnolo.
La sua carriera è stata strettamente associata all'Espanyol, sia come giocatore che come allenatore.

## Palmarès

### Allenatore
- Coppa di Spagna: 1

Espanyol: 1999-2000